# Брдзола
Брдзола (груз. ბრძოლა — Борьба) — первая нелегальная грузинская газета тифлисской социал-демократической организации, её ленинско-искровской группы, выходила на грузинском языке. Инициатором создания газеты был И. В. Сталин.
Выход газеты явился результатом той борьбы, которую вело с 1898 года революционное меньшинство первой грузинской социал-демократической организации «Месаме-даси» (И. В. Сталин, В. З. Кецховели, А. Г. Цулукидзе) против её оппортунистического большинства (Н. Н. Жордания и др.) по вопросу о создании нелегальной революционной марксистской печати.
Газета печаталась в Баку в подпольной типографии, организованной по поручению революционного крыла тифлисской социал-демократической организации ближайшим соратником И. В. Сталина В. Э. Кецховели. На него же была возложена практическая работа по выпуску газеты.
Руководящие статьи в газете по вопросам программы и тактики революционно-марксистской партии принадлежат И. В. Сталину. Всего вышло четыре номера: № 1 — в сентябре 1901 года, № 2-3 — в ноябре—декабре 1901 года и № 4 — в декабре 1902 года. «Брдзола» — лучшая после «Искры» марксистская газета в России — отстаивала неразрывную связь революционной борьбы закавказского пролетариата с революционной борьбой рабочего класса всей России. Защищая теоретические основы революционного марксизма, «Брдзола» как и ленинская «Искра», пропагандировала необходимость перехода социал-демократических организаций к массовой политической агитации, к политической борьбе с самодержавием, отстаивала ленинскую идею гегемонии пролетариата в буржуазно-демократической революции. Борясь с «экономистами», «Брдзола» обосновывала необходимость создания единой революционной партии рабочего класса, разоблачала либеральную буржуазию, националистов и оппортунистов всех мастей. Ленинская «Искра» (№ 13, 20 декабря 1901) отметила выход в свет первого номера «Брдзолы» как событие большой важности. По решению I съезда кавказских социал-демократических организаций в марте 1903 была объединена с газетой «Пролетарий», выходившей на армянском языке, в единый орган «Пролетариатис Брдзола» («Борьба пролетариата»).

## Источник
- Сталин, И. В. Полное собрание сочинений : в 18 т. / Институт Маркса-Энгельса-Ленина при ЦК ВКП(б). — М. : Политиздат, 1946—2006. — Т. 1. — С. 393, примеч. 1.